# Queirã
Queirã é uma povoação portuguesa sede da Freguesia de Queirã do Município de Vouzela, freguesia com 24,01 km² de área e 1227 habitantes (censo de 2021), tendo, por isso, uma densidade populacional de 51,1 hab./km².

## Geografia
Queirã tem, por limites: a norte São Miguel do Mato, Figueiredo das Donas e Fataunços; a sul Boa Aldeia e Torredeita; a nascente Couto de Cima e Couto de Baixo; e a poente Ventosa e Fornelo do Monte.
É atravessada pela EN228, no sentido EW, a partir da Ponte de Ribamá e aí entronca a EN337 que passa por Vasconha rumo à A25 e ao IP3. Outras ligações rodoviárias proporcionam-lhe acesso rápido, a norte.
A altitude média é de 431 metros.
Atualmente é constituída pelos aglomerados populacionais: Queirã, Quintela, Igarei, Carvalhal do Estanho, Bejanca, Carregal, Loumão, Paço, Giesteira e Vasconha.

## História
Está documentado que a fixação do homem, nestas paragens, é muito remota. Segundo o professor Moreira de Figueiredo, a exploração mineira no solo e subsolo de Carvalhal do Estanho, Queirã, Paço e Quintela é pré-romana e posterior. O labirinto de galerias subterrâneas que ingleses e alemães exploraram e espalharam, em profundidades, na extracção de enormíssimas quantidades industriais de estanho e volfrâmio, designadamente aquando da Primeira e Segunda Guerra Mundial, têm uma origem milenária.
Esta riquíssima região mineira foi servida pela estrada romana, integrada na extensa malha viária do Império Romano, que, de Viseu, seguia pela Serra do Castro, Silgueiros, Carvalhal do Estanho, Figueiredo das Donas, Ponte Pedrinha, Fataunços e Vouzela, entroncando, aqui, com outra também vinda de Viseu, passando por São Pedro do Sul, em direcção a Águeda, ligando à que vinha de Olissipo, Conímbriga, Cale, dirigindo-se à Bracara Augusta. Troços disseminados, um ou outro preservado, documentam o traçado viário. É de acrescentar que historiadores e investigadores depararam, aqui, também, com indícios da cultura castreja.
É de referir que foram encontrados diversos documentos históricos da ocupação de Roma, tais como peças de cerâmica, sepulturas e outros vestígios. Na Enciclopédia Luso-Brasileira pode ler-se que, em 1134, a "Vila" reguenga de Queirã foi doada por D. Afonso Henriques a Paio Veroiz. As Inquirições de D. Afonso III, de 1258, fazem menção de que Queirã era toda reguenga, isto é, os bens imóveis existentes eram pertença do rei.
Também rezam que, em meados do século XIII, agregava sete vilas rústicas, assim denominadas: Carregal, Carvalhal, Igarei, Loumão, Queirã, Quintela e Vasconha. Com outras paróquias, a seu tempo, contribuiu para a formação da Terra ou Julgado de Lafões, sendo 1852, a data em que passou a fazer parte do concelho de Vouzela.
Constata-se que a juventude, principalmente a masculina, está a fixar-se nesta sua terra, não só os que aqui trabalham mas também os que se empregam em Vouzela, Viseu e em outras localidades.
É seu padroeiro o Arcanjo São Miguel (como Campia, São Miguel do Mato e, em tempos recuados, também Fataunços).

## Demografia
A população registada nos censos foi:
| Distribuição da População por Grupos Etários | Distribuição da População por Grupos Etários | Distribuição da População por Grupos Etários | Distribuição da População por Grupos Etários | Distribuição da População por Grupos Etários |
| -------------------------------------------- | -------------------------------------------- | -------------------------------------------- | -------------------------------------------- | -------------------------------------------- |
| Ano                                          | 0-14 Anos                                    | 15-24 Anos                                   | 25-64 Anos                                   | > 65 Anos                                    |
| 2001                                         | 243                                          | 252                                          | 904                                          | 303                                          |
| 2011                                         | 182                                          | 139                                          | 739                                          | 372                                          |
| 2021                                         | 105                                          | 115                                          | 587                                          | 420                                          |

## Património cultural

### Festas Feiras e Romarias
- Festa de São Miguel Arcanjo no dia 29 de setembro
- Festa de São Silvestre, em Vasconha no dia 31 de dezembro
- Festa da Senhora das Neves e São Lourenço em Igarei no 2º domingo de agosto
- Festa da Nossa Senhora da Ajuda em Carregal no dia 15 de agosto
- Festa de Nossa Senhora das Necessidades em Carvalhal do Estanho no Domingo seguinte a 15 de agosto
- Festa de São Martinho em Carvalhal do Estanho, no domingo seguinte a 11 de novembro
- Feira mensal na Giesteira no 3.º sábado de cada mês.
- Festa de Santo António em Loumão no 1º domingo de junho

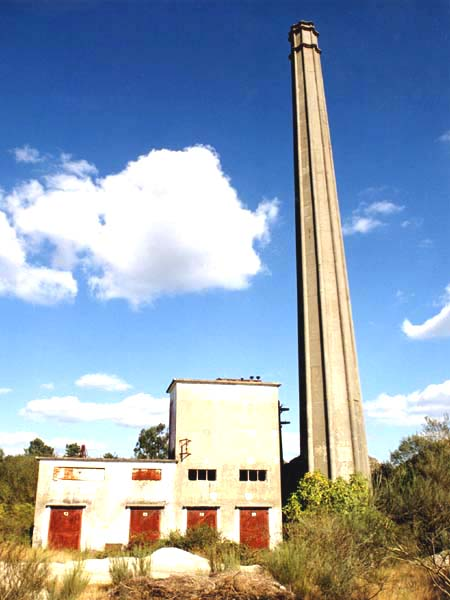
Minas da Bejanca.

## Património histórico
- Igreja Paroquial de Queirã
- Lagareta da Cruz da Ribeira, Pedra do Rasto e Capela dos Mouros (Queirã)
- Minas da Bejanca (Carvalhal do Estanho)